# Sophina Brown
Sophina Brown (Saginaw (Michigan), 18 september 1976)  is een Amerikaanse actrice. Zij is momenteel het meest bekend door haar rol als Raina Troy in  de televisieserie Shark. Zij is daarin de medewerkster van openbaar aanklager Stark.
Zij speelde in producties zoals Without a trace, Numb3rs, Hack, Chappelle's Show, As the World Turns en Law and Order. Van de Universiteit van Michigan ontving zij een BFA voor haar theater optreden.  Brown  woont in Los Angeles, Californië.
- Library of Congress Control Number: no2010123761
- Virtual International Authority File: 150513762
- WorldCat: E39PBJj4r7m8yr8MDP94HHGCQq